# Caldaia Brotan

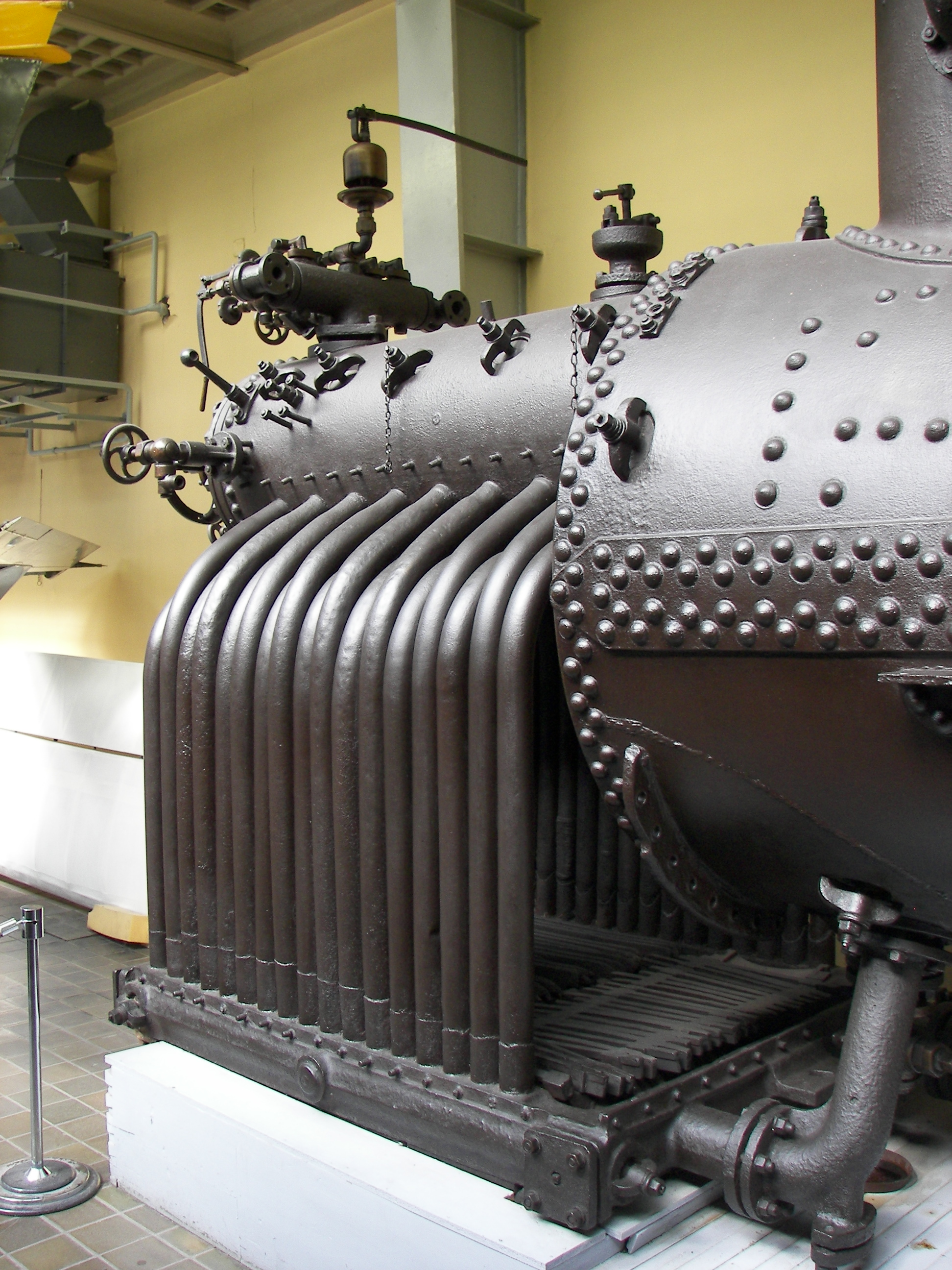
Una caldaia Brotan vista dalla parte del forno in esposizione al Museo della Tecnica di Praga

La caldaia Brotan  è un tipo di caldaia a vapore per locomotive costruita in acciaio di concezione particolare, soprattutto nella sezione del forno con pareti a tubi d'acqua. 

## Descrizione e storia
Tale nome è dovuto all'ingegnere austriaco Johann Brotan che l'ha brevettata nel 1902.
Lo scopo del progetto sviluppato fu principalmente quello di sostituire la costosa camera di combustione in rame delle locomotive a vapore. Oltre al fattore costo venne studiata per poter utilizzare il carbone ad alto contenuto di zolfo che provocava una rapida usura della volta del forno. 
La costruzione del forno Brotan prevedeva una doppia parete del focolare con tutta una serie di tubi a forma di colonne montanti che terminava in un grosso cilindro di raccolta superiore mentre dal lato basso si raccordava a due tubi collettori collegati alla caldaia vera e propria. I tubi contenenti acqua costituivano le pareti laterali della camera di combustione e di sotto la griglia aumentando la superficie di riscaldamento diretto. La parte anteriore e posteriore della camera di combustione e riscaldamento (ove non c'erano tubi montanti) era rivestita di mattoni refrattari. La circolazione dell'acqua sfruttava il naturale moto di convenzione per cui l'acqua calda migra verso la parte alta della caldaia venendo sostituita in basso da nuova acqua fredda. 
La prima macchina equipaggiata con una caldaia Brotan fu, nel gennaio 1901, una locomotiva kkStB 47 delle Imperiali Ferrovie dello Stato austriaco. In seguito ai risultati positivi vennero prodotte o trasformate altre locomotive serie kkStB 4, 47, 53 e 73. Anche la locomotiva kkStB 310.300 ricevette una caldaia Brotan per carenza di rame. 
La caldaia Brotan, più che nel paese del suo inventore ebbe una certa diffusione in Ungheria e in alcuni altri paesi soprattutto nel periodo di carenza del rame e ritornò alla ribalta nella seconda guerra mondiale sulle ferrovie del Terzo Reich in un certo numero di locomotive consegnate durante la guerra. Le locomotive giunte in Italia al termine della prima guerra mondiale e immatricolate come 683.001-014 erano tutte dotate di caldaia/forno Brotan. 
Nonostante i vantaggi a livello di rendimento globale la configurazione della parte forno rendeva la manutenzione e la pulizia dalle scorie e dalle ceneri piuttosto difficoltose ed onerose: per tali motivi la caldaia non ebbe una larga diffusione e le macchine italiane vennero presto demolite.